# Orient Watches
La The Orient Watch Company, Limited (オリエント時計株式会社?, Oriento Tokei Kabushikigaisha), anche conosciuta come Orient, è una casa giapponese produttrice di orologi da polso, specializzata in orologi automatici; insieme alla Citizen Watches, alla Casio e alla Seiko è una delle quattro principali aziende del settore nel suo paese.

## Storia
L'azienda nasce nel 1901 con il nome Orient, ad opera di Shogoro Yoshida, come rivendita all'ingrosso di orologi nel centro di Tokyo. Dal 1950 l'azienda si espande e viene fondata l'attuale Orient Watches. La Orient è la quarta casa giapponese per importanza, ma, mentre le altre case produttrici, a seguito dell'introduzione del movimento al quarzo, hanno orientato la maggior produzione verso i meccanismi di nuova concezione, la Orient ha preferito continuare a produrre principalmente orologi automatici.

## Produzione
La casa si distingue dunque per la produzione di orologi di precisione con movimento meccanico, o meglio a carica automatica. Pur producendo meccanismi autonomamente (fatta eccezione per il movimento "Light Powered", realizzato su concessione Citizen), la Orient Watches è stata gestita negli anni precedenti in gran parte dalla Citizen e in piccola parte anche dalla Seiko. Oggi il 100% della proprietà è in mano al gruppo Seiko Epson, che ne cura anche la distribuzione al di fuori del mercato giapponese.
Gli orologi con movimento automatico rappresentano circa il 70% della produzione Orient, seguiti da quelli con movimento al quarzo (circa il 25%) e da quelli con movimento "Light Powered", ossia l'equivalente del "Movimento a carica di luce" (in cui la pila viene ricaricata tramite l'esposizione alla luce) che la Citizen ha messo a disposizione per la sua "quota" investita con la Orient. Alcuni dei modelli più popolari sono: Orient Mako, Orient Kamasu e Orient Bambino.